# Хуго I (Тюбинген)
Хуго I фон Тюбинген (на немски: Hugo I von Tübingen, Hugo V von Nagold, * ок. 1125, † сл. 19 август 1152) е граф на Тюбинген (1125 – 1139), издигнат от Хоенщауфените малко преди 1146 г. на пфалцграф на Тюбинген.

## Биография
Той е от швабски благороднически род, син на граф Хуго I фон Тюбинген († вер. 1087/ок. 1120) и съпругата му Хемма (Гемма) фон Арнщайн († 1150), дъщеря на граф Лудвиг I фон Арнщайн/Лан († 1084) и Гуда фон Цутфен. Сестра му Удалхилдис фон Тюбинген († 24 февруари 1169) е омъжена за маркграф Херман IV фон Баден, Верона, Хохберг († 13 септември 1190).
Роден е като Хуго V фон Наголд и най-късно от 1146 г. е наричан Хуго I пфалцграф фон Тюбинген. Крал Конрад III фон Хоенщауфен го издига на пфалцграф, вероятно за съдействието му през кралските избори през 1138 г. В наследствения конфликт на графовете на Брегенц Хуго поема наследството.

## Фамилия
Хуго се жени за Емма или Хемма фон Цолерн († сл. 1152), дъщеря на граф Фридрих I фон Цолерн и има с нея четири деца:
- Фридрих, пфалцграф на Тюбинген 1152 – 1162[5]
- Хуго II (1115 – 1182), пфалцграф на Тюбинген 1152 – 1182, ∞ 1171 г. за наследничката графиня Елизабет фон Брегенц (1152 – 1216)
- Хайнрих фон Тюбинген (* ок. 1118, † 7 април 1167 в Италия от епидемия)
- Аделхайд фон Тюбинген (* ок. 1120), ∞ Ото I фон Дахау-Фалай, граф фон Дахау от род Шайерн-Вителсбахи